# Collectieve gratie
Collectieve gratie of collectieve genade is een vorm van gratieverlening, waarbij de straffen van een grote groep gestraften worden verminderd of kwijtgescholden.
Deze vorm van gratieverlening wordt traditioneel toegepast ter vergroting van de feestvreugde of uiting van dankbaarheid bij bijzondere of 'Koninklijke' gebeurtenissen als, een verjaardag of regeringsjubileum van het staatshoofd, geboorte van een troonopvolger, en dergelijke.
Voorbeelden van collectieve gratie:
- In Thailand krijgen gedetineerden gratie als de koning jarig is (5 december).
- In Duitsland wordt rond Kerst aan vele gevangenen een strafkorting verleend, de Weihnachtsamnestie. In Noordrijn-Westfalen bijvoorbeeld, komen hier jaarlijks ongeveer 1000 gevangenen voor in aanmerking.
- In 2006 werden in Indonesië 43.000 gevangenen vervroegd vrijgelaten ter gelegenheid van het einde van de ramadan.
- In Marokko krijgen gedetineerden gratie als de koning jarig is. In 2007 verleende Koning Mohammed van Marokko bijna 9000 gevangenen gratie en 24.000 gevangenen strafvermindering ter gelegenheid van de geboorte van zijn tweede kind, Lalla Khadija, op 28 februari 2007.
- In de voormalige DDR werd vijfmaal een "Jubelamnestie" afgekondigd. Zo besloot de Staatsraad van de DDR bijvoorbeeld meer dan 30.000 politieke en criminele veroordeelden vrij te laten op 6 oktober 1972, de vooravond van de 23ste verjaardag van de oprichting van de DDR.

Daarnaast kan collectieve gratie, in de vorm van vrijlating van personen die het grootste deel van hun gevangenisstraf hebben volbracht, worden toegepast ter bestrijding van een cellentekort.

## België
In België werd de collectieve genade in het verleden regelmatig toegepast. Tussen 1980 en 1993 waren er acht besluiten van collectieve genade. Ook de geboorte van een Prins of Prinses van België kan een aanleiding zijn voor het afkondigen van een collectieve gratie.
Sinds 1999 zijn er niet of nauwelijks besluiten van collectieve genade uitgevaardigd. Zie ook Wet Lejeune.

## Nederland
Koningin Wilhelmina verleende gratie ter gelegenheid van haar 25- en 50- jarig regeringsjubileum, Koningin Juliana deed dat voor het laatst in 1953 naar aanleiding van de watersnood.
In 2005 richtte het Prisoners Committee of the Netherlands zich in een petitie tot Koningin Beatrix, met het verzoek om collectieve gratie te verlenen in de vorm van een eventueel symbolische strafvermindering ter gelegenheid van haar 25-jarig regeringsjubileum. Dit verzoek is niet toegekend.
In de laatste jaren is er geen collectieve gratie meer verleend.

## Frankrijk
In Frankrijk wordt onderscheid gemaakt tussen een grâce présidentielle, waarbij iemands strafblad wel behouden blijft en amnistie, waarbij zowel de straf als elke officiële registratie van de begane overtreding of misdaad wordt uitgewist.
Op de nationale feestdag (14 juli), vindt de grâce présidentielle plaats. Aan de betrokken gevangenen wordt een strafkorting verleend van 15 dagen per maand die nog niet is uitgezeten, met een maximum van 4 maanden.
Bij de verkiezing van een nieuwe president, tot 2002 om de zeven jaar (septenat), sindsdien om de vijf jaar, is het gebruikelijk een amnestiewet aan te nemen. Daarin worden de plegers van bepaalde categorieën van delicten echter uitgesloten van de mogelijkheid tot amnestie.
- In 1981 waren er 14 uitgesloten categorieën.
- In 1995 steeg het aantal typen delicten die zelfs de president niet kon uitwissen tot 28
- In 2002, bij de herverkiezing van Jacques Chirac, waren er 49 uitgesloten typen delicten. Er was discussie over de toepasbaarheid van amnestie voor verkeersovertredingen.

In de aanloop van de Franse presidentsverkiezingen in 2007 hebben de kandidaten François Bayrou en Nicolas Sarkozy zich uitgesproken tegen de amnestie voor verkeersovertredingen. Ségolène Royal heeft zich er niet over uitgesproken.